# 富沢インターチェンジ
富沢インターチェンジ（とみざわインターチェンジ）は、山梨県南巨摩郡南部町福士にある中部横断自動車道のインターチェンジである。
ここは新直轄方式で建設する区間と、NEXCO中日本が建設する区間の境界で、本線上静岡・清水寄りに富沢本線料金所を設置している。静岡・清水（新東名・東名）方面はNEXCO中日本管轄、甲府・長野（中央自動車道）方面は国土交通省管轄である。

## 歴史
- 2016年（平成28年）2月26日 : IC名称が「富沢IC」に正式決定[2]。
- 2019年（平成31年 / 令和元年）
  - 3月10日：新清水JCT - 富沢IC間開通に伴い、インターチェンジおよび本線料金所の供用開始[3][4]。
  - 11月17日 : 富沢IC - 南部IC間開通[5]。

## 接続する道路
- 国道52号

インターチェンジの設置場所が、国道52号と離れているため、連絡道路を介して繋がっている。

## 富沢本線料金所
- ブース数:4

### 清水方面
- ブース数:2
  - ETC専用:1
  - ETC/一般:1

### 双葉方面
- ブース数:2
  - ETC専用:1
  - ETC/一般:1

## 周辺
旧富沢町および旧南部町の南側（井出・十島地区）の最寄となる。旧南部町も内船地区は清水方面からの場合は当ICが最寄である。
- 南部町役場
- 道の駅とみざわ
- 六地蔵公園
- 福士川渓谷
- 中央化学山梨工場
- 内船駅
- 南部アルカディア温泉

## 隣
E52 中部横断自動車道
(9) 新清水JCT - 両河内SIC（事業中） - (1)富沢IC - (2) 南部IC